# Vojtovce
Vojtovce es un municipio del distrito de Stropkov en la región de Prešov, Eslovaquia, con una población estimada a final del año 2024 de 102 habitantes.
Se encuentra ubicado al noreste de la región, cerca del río Ondava (cuenca hidrográfica del río Tisza) y de la frontera con  Polonia.

## Demografía
| Año        | 1994 | 2004    | 2014     | 2024    |
| ---------- | ---- | ------- | -------- | ------- |
| Población  | 130  | 121     | 107      | 102     |
| Diferencia |      | −6,92 % | −11,57 % | −4,67 % |

| Año        | 2023 | 2024    |
| ---------- | ---- | ------- |
| Población  | 101  | 102     |
| Diferencia |      | +0,99 % |